# ピサ教会会議
ピサ教会会議（ピサきょうかいかいぎ）またはピサ公会議（ピサこうかいぎ）は、ローマ・アヴィニョンの教皇が並び立つ教会大分裂という事態収拾のため、1409年にピサで開かれたカトリック教会の会議。現在のローマ・カトリック教会の立場としては正式な公会議ではない。
ローマ・アヴィニョン双方の枢機卿が招集し、グレゴリウス12世とベネディクトゥス13世の廃位を決め、全会一致でアレクサンデル5世の選出を決める。しかし、2人の教皇（会議は欠席）は納得せず、ついに3人の教皇が鼎立する事態になった。この会議自体は失敗に終わったが、以後公会議主義への流れが強くなり、1414年からのコンスタンツ公会議につながっていく。

## 参考
1511年、ユリウス2世の代に、反教皇派であるフランスの枢機卿らがフランス王と神聖ローマ皇帝の支持のもとに、ピサにおける公会議の開催を宣言したことがある。ユリウスはこれを認めず、翌年教皇が招集する第5ラテラン公会議を開催している。